# Chrysocelis gymnostemmatis
Chrysocelis gymnostemmatis är en svampart som beskrevs av Y. Ono 1981. Chrysocelis gymnostemmatis ingår i släktet Chrysocelis och familjen Mikronegeriaceae.   Inga underarter finns listade i Catalogue of Life.